# Rudy Vandendaele
Rudy Vandendaele (1955) is een Vlaams journalist, vooral bekend voor zijn artikels voor het blad Humo en de rubriek "Dwarskijker".

## Biografie
Aanvankelijk was Rudy Vandendaele acteur. Hij speelde mee in de televisiefilms De moeder en de drie soldaten (1979), Cello en contrabas (1982), Chauffeur te veel (een episode in de tv-reeks Transport, 1983), De Nand funktie (1983),  't Bolleken (1988). Hij kreeg een kleine rol als stomdronken matroos in Marc Diddens film Sailors Don't Cry (1990).
Nadien stapte hij in de journalistiek. Hij werkt al jaren als interviewer in het weekblad Humo. Vandendaele staat echter vooral bekend als auteur van de rubriek "Dwarskijker", die hij sinds 1991 verzorgt. In deze rubriek geeft hij op ironische en persoonlijke wijze kritiek op nieuwe televisieprogramma's of speciale televisie-uitzendingen. Hij was echter niet de bedenker van de rubriek, die al sinds 7 januari 1960 in het blad (en onder een andere naam al sinds 20 september 1959) liep en vroeger onder meer door Paul Snoek, Kris Betz, Jeroen Brouwers, Willy Courteaux en Marc Mijlemans werd verzorgd. De rubriek kende even een onderbreking en werd vanaf 7 september 2010 vervangen door de rubriek "De Werkgroep tv", die door diverse Humo-journalisten werd ingevuld. In De Standaard gaf Vandendaele aan dat het stoppen met Dwarskijker op zijn eigen verzoek gebeurde. In mei 2011 hervatte Vandendaele opnieuw de rubriek, tot zijn pensioen in 2019 het afscheid betekende bij Humo.
Vandendaele schreef ook het voorwoord bij het overzichtswerk van illustrator Tom Schamp. Hij zetelt ook geregeld als jurylid voor Humo's Rock Rally.
In 1998 publiceerde hij een boek, "Dwarskijker 1991-1998", waarin zijn beste "Dwarskijker"-besprekingen gebundeld terug te vinden zijn.
Er wordt vaak beweerd dat Vandendaele journalist Paul Jambers de bijnaam "Pieken Paultje" bezorgde (een verwijzing naar de hoge kijkcijfers die Jambers' uitzendingen steevast behaalden). In feite werd deze bijnaam bedacht door Wilfried Hendrickx, ook een journalist voor het blad.